# Falling Leaves
Falling Leaves er en amerikansk stumfilm fra 1912 af Alice Guy-Blaché.

## Medvirkende
- Mace Greenleaf som Dr. Earl Headley
- Blanche Cornwall som Mrs. Griswold Thompson
- Marian Swayne som Winifred Thompson.
- Magda Foy som Trixie Thompson.
- Darwin Karr som Mr. Griswold Thompson.